# 前野且朝
前野且朝（まえの かつとも）は、江戸時代中期ごろの武士で、阿波徳島藩に仕えた。阿波前野氏辰定系四代目当主で、知行400石の領主。

## 生涯
且朝は、阿波徳島藩士の前野角兵衛且辰の嫡男に生まれる。母は大津主膳好顯の娘と伝わる。
初代兵大夫辰定に同じく前野兵大夫を名乗った後、前野但馬守長康の通称と同じ前野庄右衛門と改めた。諱は、通し字の「且」の字を取って且朝と称した。
笹山伊左衛門重之の娘を正室としたが、後に村瀬又右衛門長恒の娘が迎えられ、一男二女をもうけた。
宝永3年（1706年）3月、父の且辰の名代として江戸に移り、同年10月26日（11月30日）に且辰が病死すると、同年12月、江戸に於いて阿波前野氏辰定系の家督を継承し、知行400石を引き継ぐ。弟の角之助は出家し永圓寺に入り、且親は浪人となった。後に且朝は由良浦屋敷に移った。
享保17年（1732年）3月6日、病死した。

## 氏族
前野氏は、良岑朝臣の末裔である尾張国二宮大縣神社大宮司家の立木田家から派生する。苗字は、立木田高成が上総広常の娘を賜り、二人の子である高長が、母親の生地（常陸国筑波郡前野）の地名にちなんでその地を前野村（尾張国丹羽郡前野村（現在の愛知県江南市前野町〜大口町辺り））と称し、四代目時綱の代から正式に前野を名乗ったことに始まる。阿波前野氏辰定系は血統上は藤原北家利仁流富樫氏族坪内氏の系統にあたる。富樫氏は加賀国の守護大名であり、坪内家は加賀から尾張へ移住した富樫家の分家にあたる。また、この系統上の前野重純は出羽国秋田郡前野の地から私的に前野の名を称している。丸に洲浜紋を定紋とした。

## 系譜
- 祖父：前野孫大夫定辰
- 父：前野角兵衛且辰
- 母：大津主膳好顯娘
- 正妻：笹山重之娘
- 後妻：村瀨長恒娘
  - 男子：前野悦十郎且龍
- 生母不明の子女
  - 女子：高木善五郎清次室
  - 女子：前野角兵衛且清室